# Sainte-Menehould
Sainte-Menehould è un comune francese di 4 712 abitanti situato nel dipartimento della Marna nella regione Grand Est, sede di sottoprefettura.

## Società

### Evoluzione demografica
Abitanti censiti

## Amministrazione

### Gemellaggi
- Bruchsal, dal 1965